# Donnellsmithia serrata
Donnellsmithia serrata är en flockblommig växtart som först beskrevs av John Merle Coulter och Joseph Nelson Rose, och fick sitt nu gällande namn av Mildred Esther Mathias och Lincoln Constance. Donnellsmithia serrata ingår i släktet Donnellsmithia och familjen flockblommiga växter. Inga underarter finns listade i Catalogue of Life.